# Hadancourt-le-Haut-Clocher
 Hadancourt-le-Haut-Clocher  es una comuna y población de Francia, en la región de Picardía, departamento de Oise, en el distrito de Beauvais y cantón de Chaumont-en-Vexin.
Su población en el censo de 1999 era de 355 habitantes.
Está integrada en la Communauté de communes du Vexin Thelle.
- Datos: Q1095245
- Multimedia: Hadancourt-le-Haut-Clocher / Q1095245

1. ↑  Worldpostalcodes.org, código postal n.º 60240.
2. ↑  INSEE, Datos de población para el año 2012 de Hadancourt-le-Haut-Clocher (en francés).